# Ronald Koeman
Ronald Koeman (* 21. März 1963 in Zaandam, heute zu Zaanstad) ist ein ehemaliger niederländischer Fußballspieler und heutiger Fußballtrainer. Seit 2023 ist er zum zweiten Mal in seiner Karriere Bondscoach der niederländischen Nationalmannschaft.
Mit Ajax Amsterdam gewann er ein Mal, mit PSV Eindhoven drei Mal die niederländische Meisterschaft, mit Eindhoven zudem den Europapokal der Landesmeister 1988. 1989 wechselte er zum FC Barcelona und war fester Bestandteil des „Dreamteams“, das vier Meisterschaften in Folge sowie 1992 den Europapokal der Landesmeister gewann, in dessen Finale Koeman das entscheidende Tor zum 1:0 Endstand erzielte. Mit der Nationalmannschaft wurde er Europameister 1988 und sorgte nach dem gewonnenen Halbfinale gegen Deutschland für einen Eklat, indem er sich mit einem getauschten Deutschland-Trikot das Gesäß abwischte. Koeman zählt mit 239 Treffern zu den torgefährlichsten Defensivspielern der Geschichte, was nicht zuletzt seinem Können als Freistoß- und Elfmeterschütze geschuldet ist.
Seit 2000 arbeitet er als Trainer und gewann unter anderem drei Mal die niederländische Meisterschaft.

## Karriere als Spieler

### Im Verein

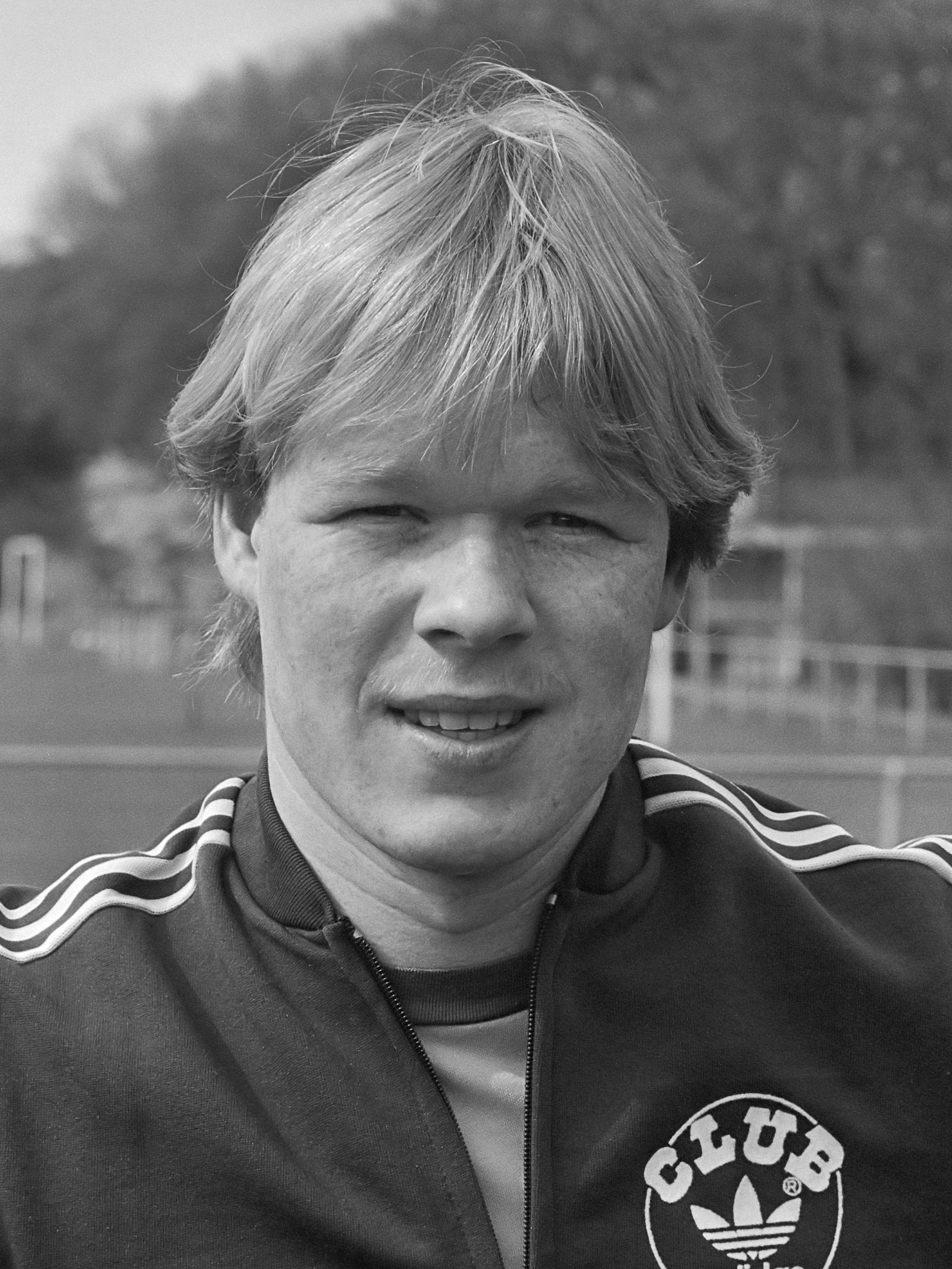
Ronald Koeman (1983)

Gemeinsam mit seinem älteren Bruder Erwin spielte Ronald in der Jugendabteilung von Helpman Groningen. Drei Jahre später wechselte er zum GRC Groningen. Der Durchbruch gelang ihm 1979, als er zum Lokalrivalen FC Groningen kam. Hier machte der Mittelfeldakteur schnell auf sich aufmerksam, nicht zuletzt wegen seiner Torgefahr und den gefürchteten Freistößen.
Eine wichtige Rolle für Koemans Entwicklung spielte Johan Cruyff, der das Talent 1983 zum Spitzenclub Ajax Amsterdam holte und ihn ab 1985 als Trainer betreute. Cruyff schulte den Mittelfeldspieler zum Libero um. Fortan spielte der zweikampfstarke Koeman meist vor der Abwehr, fing die gegnerischen Angriffe ab und leitete mit schnörkellosem Spiel die Konter ein. 1985 gewann er mit Ajax die niederländische Meisterschaft und im folgenden Jahr den Pokal.
1986 wechselte Koeman zur PSV Eindhoven, mit der er 1987 Meister wurde. In den folgenden Jahren war die PSV die stärkste Mannschaft im niederländischen Vereinsfußball und gewann zweimal das Double. Dabei erwies sich Koeman nicht nur als Rückhalt der Abwehr, sondern auch als torgefährlicher Spieler: insgesamt erzielte er bis 1989 bei 281 Einsätzen in der Eredivisie 107 Tore, viele davon durch seine hart getretenen Freistöße. Der größte Erfolg in seiner Eindhoven-Zeit war 1988 der Gewinn des Europapokal der Landesmeister. Die Mannschaft warf den Titelfavoriten Real Madrid aus dem Wettbewerb und bezwang im Finale Benfica Lissabon nach Elfmeterschießen. Koeman selbst wurde 1987 und 1988 zum Fußballer des Jahres der Niederlande gewählt und galt weltweit als einer der besten Spieler auf der Liberoposition.
1989 verließ er die Niederlande und wechselte für die Ablösesumme von sechs Millionen Dollar zum FC Barcelona, wo er wieder unter Trainer Johan Cruyff spielte. Die Mannschaft um die Topspieler Andoni Zubizarreta, Julio Salinas, Albert Ferrer und Hristo Stoitchkov und eben Koeman war das dominierende Team Anfang der 1990er Jahre in Spanien. Sie gewann viermal die Meisterschaft (1990–94) und einmal den spanischen Pokal (1990). Im Endspiel um den Europapokal der Pokalsieger unterlagen die Katalanen 1991 Manchester United trotz eines Treffers von Koeman mit 1:2. Im folgenden Jahr gewann Barça zum ersten Mal in der Vereinsgeschichte den Europapokal der Landesmeister. Den entscheidenden Treffer zum 1:0-Erfolg über Sampdoria Genua im Londoner Wembley-Stadion erzielte Koeman in der Verlängerung mit einem Freistoß. 
1995 kehrte er in die Niederlande zurück und wechselte nun zu Feyenoord Rotterdam. Damit hatte Koeman für alle drei Spitzenclubs der Ehrendivision gespielt. Für kurze Zeit stand auch ein Wechsel zu Werder Bremen zur Debatte, doch der dortige niederländische Coach Aad de Mos sprach sich gegen eine Verpflichtung aus. Auch Koeman lehnte schließlich den Wechsel ab, da er in der Bundesliga Anfeindungen durch Zuschauer befürchtete: nach dem Halbfinalsieg über Deutschland bei der Europameisterschaft 1988 hatte Koeman das Publikum provoziert (siehe unten). 1997 beendete er seine aktive Karriere und begann eine Trainerkarriere als Assistenzcoach.
Mit 193 Erstligatoren ist er der erfolgreichste Torschütze unter den Defensivspielern.

### In der Nationalmannschaft

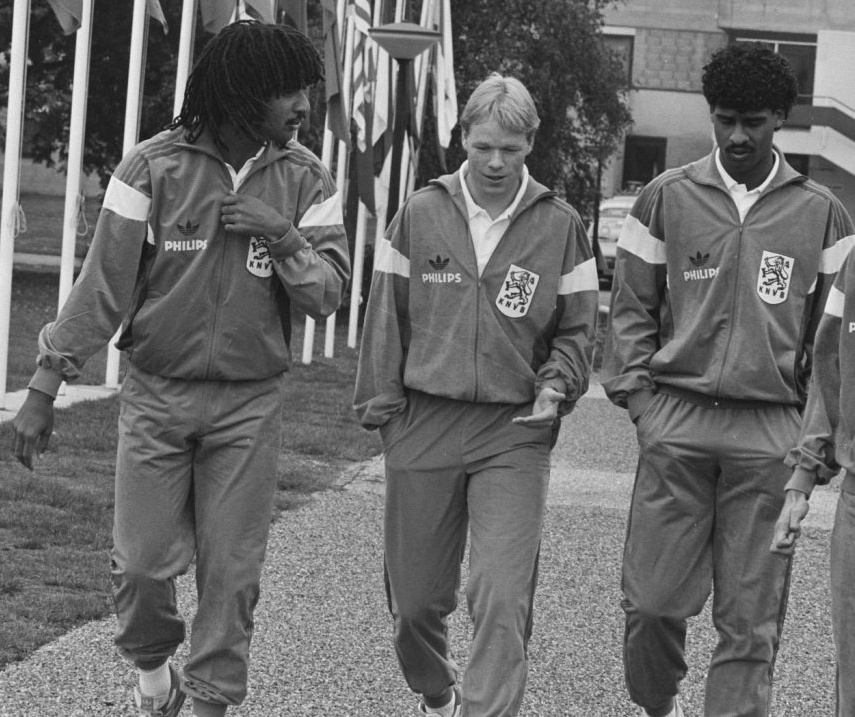
Koeman (m.) mit Ruud Gullit (l.) und Frank Rijkaard (r.) bei der niederländischen Nationalmannschaft (1986)

In der Nationalmannschaft gab er 1983 gemeinsam mit seinem Bruder Erwin sein Debüt. Nachdem sich die Niederländer acht Jahre lang nicht mehr für ein großes Turnier hatten qualifizieren können, gewannen sie bei der EM 1988 ihren ersten bedeutenden Titel. Beide Koemans gehörten zur Mannschaft, die mit Marco van Basten, Ruud Gullit und Frank Rijkaard über eine Reihe von Ausnahmespielern verfügte. Der Europameister galt auch als Favorit bei der Weltmeisterschaft 1990 in Italien, doch das Team scheiterte im Achtelfinale an Deutschland, vier Jahre später bei der WM 1994 gegen Brasilien im Viertelfinale. Nach dieser Enttäuschung beendete er nach 78 Länderspielen (14 Tore) seine Karriere in der Elftal.
Bekannt wurde Koeman aber auch durch einen Eklat. 1988, nach dem gewonnenen EM-Halbfinale gegen Deutschland (2:1) in Hamburg, tauschte er mit Olaf Thon das Trikot und wischte sich mit diesem demonstrativ sein Gesäß ab. Damit löste er Tumulte unter den Zuschauern aus, und auch aus den Niederlanden kamen negative Reaktionen. Vier Tage nach dem gewonnenen Finale gegen die Sowjetunion sagte er: „Ich gebe es zu, ich darf sowas nicht anstellen. Aber  jetzt zu sagen, dass ich es stark bedauern würden. Naja, nein.“ Er sei später noch bei Spielen in Deutschland ausgebuht worden. Als Trainer könne er wohl nicht in Deutschland arbeiten, aber das locke ihn sowieso nicht.
Der Aachener Bürgermeister lud Koeman später zu einem Gespräch ein. Er schrieb, unter solchen Provokationen würden die Beziehungen zwischen beiden Ländern leiden, gerade in Grenzstädten wie Aachen. Koeman antwortete nicht auf die Einladung. 2007 äußerte er, einer dummen Aktion in einem einzigen Augenblick müsse man nicht so viel Aufmerksamkeit geben.
Auke Kok erklärt die Haltung von Koeman und dessen Mannschaftskollegen als Reaktion auf den Zweiten Weltkrieg, auf die Niederlage im Finale 1974 und auf die blühende Wirtschaft in der Bundesrepublik. Man habe Koemans Aktion als gerechte Vergeltung angesehen, Niederländer hätten geglaubt, sich jetzt alles gegen die Deutschen erlauben zu dürfen. Doch die meisten Niederländer hätten sich dafür sehr geschämt: Der Trikottausch nach einem Spiel sei ein Ritual unter Männern, ein Zeichen der Verbrüderung und Versöhnung, von gegenseitigem Respekt. Sich mit einem Trikot das Gesäß abzuwischen, sei das Gegenteil davon.

## Karriere als Trainer
Seit 2000 ist er als Trainer tätig. Mit Ajax Amsterdam gewann er mehrere nationale Titel und sorgte auch in der Champions League für Furore. Später trainierte Koeman Benfica Lissabon, mit dem er 2006 im Viertelfinale der Champions League an seinem früheren Club FC Barcelona scheiterte. Von Oktober 2007 bis April 2008 war er beim FC Valencia tätig.
Ronald Koeman wurde zur Saison 2009/10 neuer Trainer des AZ Alkmaar und löste den bisherigen Trainer Louis van Gaal ab, der zum FC Bayern wechselte. Am 6. Dezember 2009 wurde Koeman nach der siebten Saisonniederlage seines Vereins als Trainer des AZ Alkmaar entlassen.
Im Juli 2011 nahm er bei seinem ehemaligen Verein Feyenoord als Nachfolger von Mario Been die Trainertätigkeit wieder auf. Damit wurde Koeman der erste Fußballer, der sowohl als Spieler wie als Trainer bei allen Großen drei des niederländischen Fußballs – Ajax, PSV und Feyenoord – tätig war.
Im Juni 2014 wurde Koeman als Nachfolger von Mauricio Pochettino beim FC Southampton vorgestellt. In seiner ersten Saison bei den Saints erreichte er einen respektablen siebten Tabellenplatz. Im folgenden Jahr schaffte er durch den sechsten Tabellenplatz gar die direkte Qualifikation für die Europa League.
Im Juni 2016 wurde sein Wechsel zum Ligakonkurrenten FC Everton bekannt. Everton zahlte an Southampton eine Ablösesumme von fünf Millionen Pfund für das Trainergespann Ronald Koeman, Erwin Koeman und Jan Kluitenberg. Ronald Koeman erhielt einen Dreijahresvertrag, nach Presseinformationen ein Jahresgehalt von sechs Millionen Pfund und Zusagen, über das höchste Transferbudget der Vereinsgeschichte verfügen zu können. Am 23. Oktober 2017 gab der FC Everton die Trennung von Ronald Koeman bekannt.
Am 6. Februar 2018 stellte der niederländische Fußballverband (KNVB) Koeman als neuen Bondscoach der niederländischen Nationalmannschaft vor. In der UEFA Nations League 2018/19 erreichte er mit der Mannschaft in der Gruppe 1 der Liga A vor Frankreich und Deutschland die Endrunde, verlor aber das Finale mit 1:0 gegen Portugal. In der EM-Qualifikation schaffte die Elftal unter Koeman hinter Deutschland und vor Nordirland, Belarus und Estland den Einzug in die Endrunde, die aufgrund der COVID-19-Pandemie von 2020 auf 2021 verschoben werden musste.
Im August 2020 gab Koeman seinen Posten als Bondscoach auf und übernahm zur Saison 2020/21 den FC Barcelona als Nachfolger von Quique Setién, der nach der Vizemeisterschaft und einer 2:8-Niederlage gegen den FC Bayern München im Viertelfinale des Finalturniers der Champions League entlassen worden war. Er unterschrieb einen Vertrag bis zum 30. Juni 2022. Der FC Barcelona schloss die Saison auf dem 3. Platz ab. In der Champions League schied man im Achtelfinale gegen Paris Saint-Germain aus. Die Copa del Rey konnte hingegen gewonnen werden.
Vor der Saison 2021/22 verließ Lionel Messi den hochverschuldeten Verein, der seinen Abgang nicht kompensieren konnte. Koeman setzte daher auf die Jugend und verhalf Gavi (17 Jahre), Nico (19) und Alejandro Balde (17) zu ihren Debüts. In der Champions League verlor Barça seine ersten beiden Gruppenspiele gegen den FC Bayern München und Benfica Lissabon jeweils mit 0:3. Auch in die Liga startete die Mannschaft, die im 10. Spiel den vierten Clásico in Folge verlor, schlecht. Nachdem man Ende Oktober 2021 im 11. Spiel auch gegen Rayo Vallecano verloren und nur 15 Punkte auf dem Konto hatte, trennte sich der Verein von Koeman.
Im Januar 2023 wurde Koeman erneut Bondscoach der niederländischen Nationalmannschaft. Er folgte auf Louis van Gaal, der seinen nach der Weltmeisterschaft 2022 auslaufenden Vertrag nicht verlängerte. Koeman unterschrieb einen Vertrag bis nach der Weltmeisterschaft 2026.

## Weitere Karrieren

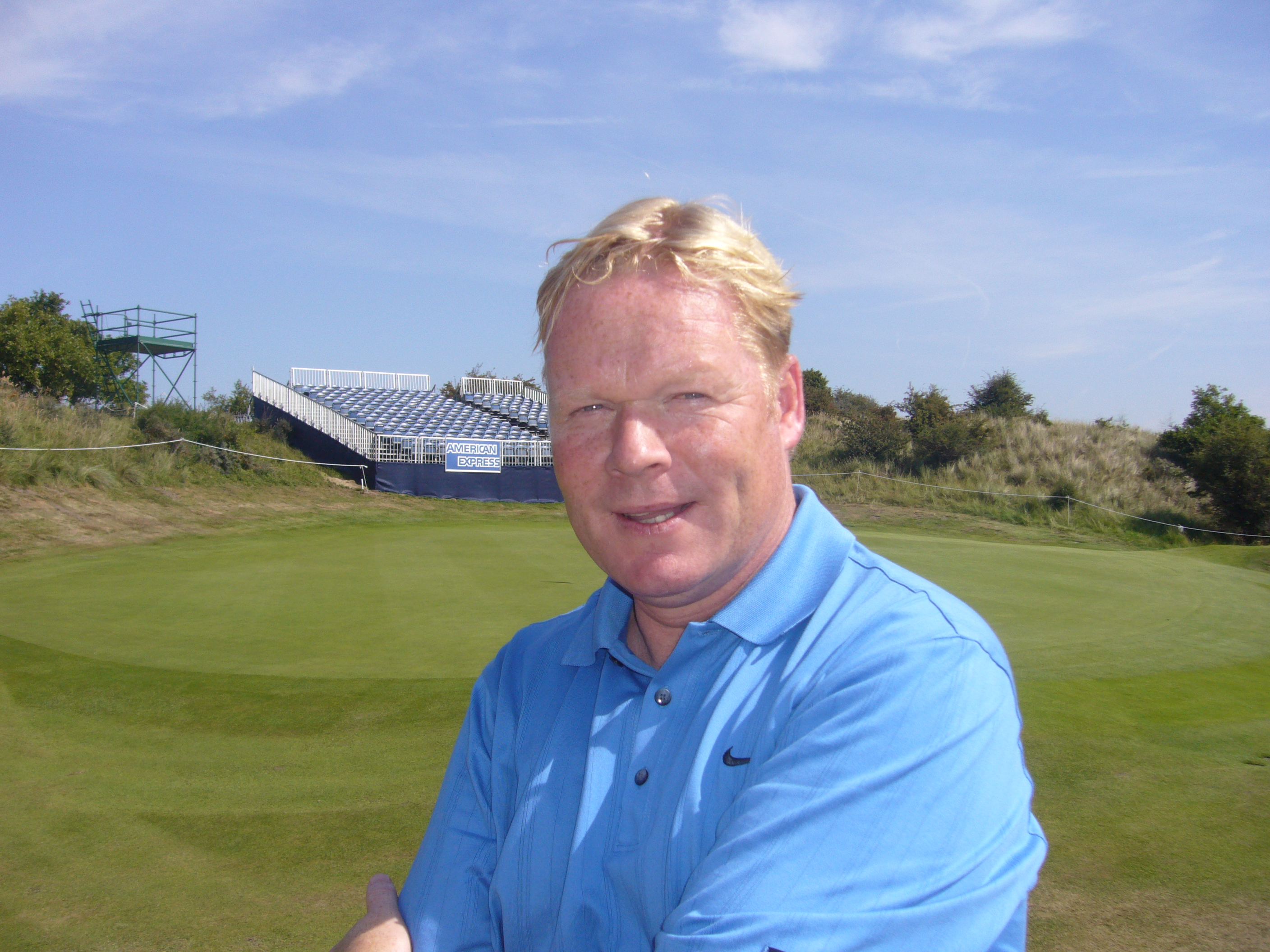
Koeman auf einem Golfplatz (2009)

### Experte
In der Saison 2008/2009 war Koeman Fußball-Experte der UEFA Champions League beim niederländischen Fernsehsender NOS sowie bei der Fußball-Talkshow Studio Voetbal.

### Golf
Koeman ist begeisterter Golfer. Er ist ein Mitglied des Rosendaelsche Golf Club und wird regelmäßig zu einem Pro-Am Spiel eingeladen, wie die KLM Open im ABN-AMRO-Team zusammen mit Jarmo Sandelin, Aron Winter und Richard Krajicek.

## Titel

### Als Spieler
- Niederländischer Meister 1985, 1986, 1987, 1988
- Niederländischer Pokalsieger 1986, 1988, 1989
- Sieger im Europapokal der Landesmeister 1988, 1992
- Europameister 1988
- Spanischer Pokalsieger 1990
- Spanischer Meister 1991, 1992, 1993, 1994

### Als Trainer
- Niederländischer Meister: 2002, 2004, 2007
- Niederländischer Pokal: 2002
- Niederländischer Supercup: 2002, 2009
- Portugiesischer Super-Cup:  2005
- Spanischer Pokal: 2008, 2021